# Suzanne Treister
Suzanne Treister est une artiste contemporaine britannique née à Londres en 1958. Utilisant différents média, dont la vidéo, internet, les technologies interactives, la photographie, le dessin et l’aquarelle, Treister s’intéresse dans son travail à des récits excentriques et à des corpus de recherche non conventionnels pour révéler les structures qui entravent le pouvoir, l’identité et le savoir. Se déroulant souvent sur plusieurs années, ses projets proposent des réinterprétations fantastiques de taxonomies et d’histoires données qui examinent l’existence des forces cachées, occultes, à l’œuvre dans le monde, sur internet et les réseaux, qu’il s'agisse du milieu des entreprises, du militaire ou du paranormal.

## Biographie
Suzanne Treister a étudié à la Central Saint Martins College of Art and Design à Londres (1978-1981) et au Chelsea College of Art and Design de Londres (1981-1982) ; elle vit actuellement à Londres après avoir vécu en Australie, à New York et Berlin.

## La commande artistique Garonne: les vaisseaux de Bordeaux
En 2013, Suzanne Triester répond à une commande publique née d’un partenariat entre le Ministère de la Culture et Bordeaux-Métropole. Elle réalise un triptyque dans le cadre du projet « Garonne », système de gestion des eaux pour l’alimentation en eau de la métropole de Bordeaux et la préservation des inondations. Ce triptyque illustre la mise en place d’une société de contrôle par le développement des technologies.
La première œuvre, représentant un vaisseau spatial en forme de soucoupe volante, est installée en 2018 aux Bassins à Flots.
La seconde œuvre est un pavillon bibliothèque « le puits » en lien avec Jacques Ellul, sociologue, penseur de l’aliénation et de la technique au XXe siècle. Il est installé en 2022 sur la rive droite de la Garonne, dans le parc aux angéliques.
La troisième œuvre est une bibliothèque de science-fiction « l’observatoire » installée en 2017 sur les hauteurs de Floirac, rive droite de la Garonne. Elle représente les idées liées à l’avenir de la technologie.

## Expositions
- 2004 : Operation Swanlake, Annely Juda Fine Art, London, England
- 2004 : Operation Swanlake, Kunstlerhaus Bethanien, Berlin, Germany
- 2004 : Operation Swanlake, MOP project space, Sydney, Australia
- 2006 : HEXEN 2039, Multi-venue project across London. Installation: CHELSEA space; Screening: Warburg Institute
- 2006 : VESNA, (video installation) Commission for Art under construction: the Balkans in context, City Atrium, Social Sciences Building, City University, London, England
- 2007 : HEXEN 2039, Skolska 28, Prague, Czech Republic
- 2007 : HEXEN 2039, New Art Gallery, Walsall, UK
- 2007 : HEXEN 2039, Book launch and screening, City Lights, San Francisco, USA
- 2007 : HEXEN 2039, Screening, Star and Shadow Cinema, Newcastle upon Tyne, UK
- 2008 : NATO Black Dog Publishing"", London, UK
- 2008 : 3 Projects, Annely Juda Fine Art, London, England
- 2008 : HEXEN 2039 and Alchemy, Galerie Lorenz, Frankfurt, Germany
- 2008 : Alchemy P.P.O.W New York, USA
- 2008 : HEXEN 2039, Kunstverein Langenhagen, Germany
- 2009 : Insiders - pratiques, usages, savoir-faire, CAPC, Bordeaux, France
- 2009 : MTB [Military Training Base], Alma Enterprises, London
- 2011 : HEXEN 2.0, DEATH BE KIND, Melbourne, Australia
- 2012 : THE REAL TRUTH A WORLD'S FAIR at Raven Row, London
- 2012 : HEXEN 2.0 at the Science Museum, London
- 2012 : D21 Kunstraum, Leipzig, Germany
- 2012 : Hartware MedienKunstVerein (HMKV)[4], Dortmund, Germany
- 2012 : Secession, Vienna, Austria
- 2013 : In The Name Of Art, Annely Juda Fine Art, London
- 2013 : HEXEN 2.0 at P.P.O.W., New York and Cleveland Institute of Art, Ohio, USA
- 2013 : Grimoire du Futur, Espace Multimédia Gantner, Bourgogne, France
- 2014 : Media Médiums, YGREC, Paris, France
- 2014 : Event: Post-Surveillance Art, at Chisenhale Gallery, London

## Publications
- (en) HEXEN 2.0, Black Dog Publishing (en), London, 2012.
- (en) HEXEN 2.0 Tarot, Black Dog Publishing, London, 2012.
- (en) NATO The Military Codification System for the Ordering of Everything in the World, Black Dog Publishing, London, 2008.
- (en) Hexen 2039 - new military-occult technologies for psychological warfare, Black Dog Publishing, London 2006.
- (en) No Other Symptoms - Time Travelling with Rosalind Brodsky CD ROM with 124 page colour hardback book. Published by Black Dog Publishing, London 1999.